# Bataille de Krasos
Guerres arabo-byzantines
Batailles
- Mu'tah (629)
- Ajnadayn (634)
- Damas (634)
- Fahl (635)
- Yarmouk (636)
- Jérusalem (636-637)

- Héliopolis (640)
- Nikiou (646)

- Sufétula (647)
- Tahouda (683)
- Mammès (688)
- Carthage (698)
- Oued Nini (698)

- 1re Constantinople (674-678)
- Sébastopolis (692)
- Tyane (~708)
- 2e Constantinople (717-718)
- Andrinople (718)
- Nicée (727)
- Akroinon (740)

- Kamacha (766)
- Invasion de l'Asie Mineure (782)
- Kopidnadon (788)
- Krasos (804)
- Invasion de l'Asie Mineure (806)
- Anzen (838)
- Amorium (838)
- Mauropotamos (844)
- Poson (863)
- Bathys Ryax (872 ou 878)

- Syracuse (877-878)
- Stelai ou 1re Milazzo (880)
- 2e Milazzo (888)
- Taormine (902)
- Garigliano (915)
- Détroit (965)
- Georges Maniakès en Sicile (1038-1040)

- Phœnix de Lycie (655)
- Keramaia (746)
- Conquête musulmane de la Crête (années 820)
- Damiette (853)
- Raguse (866-868)
- Kardia (~872-873)
- Golfe de Corinthe (~873)
- Céphalonie (880)
- Chalcis (~883)
- Thessalonique (904)

- Portes ciliciennes (878)
- Campagnes de Jean Kourkouas (926-944)
- Marach (953)
- Raban (958)
- Andrassos (960)
- Campagnes de Nicéphore II Phocas (956-969)
- Chandax (960-961)
- Alexandrette (971)
- Campagnes de Jean Tzimiskès (~950-975)
- Gués de l'Oronte (994)
- Alep (994-995)
- Apamée (998)
- Campagnes de Basile II (979-999)
- Azâz (1030)

La bataille de Krasos est un affrontement qui se déroule dans le cadre des guerres arabo-byzantines en août 804 entre les Byzantins dirigés par l'empereur Nicéphore Ier et l'armée du califat abbasside d'Ibrahim Ibn Jibril. L'accession au trône de Nicéphore en 802 entraîne une reprise des hostilités entre les Byzantins et les Arabes. À la fin de l'été 804, les Abbassides envahissent l'Asie Mineure lors d'un de leurs raids habituels dans la région. C'est alors que Nicéphore décide de se porter à leur rencontre. Toutefois, il est surpris à Krasos, lourdement défait et ne parvient à s'échapper que de justesse. Par la suite, une trêve et un échange de prisonniers sont négociés. Malgré la défaite et une invasion massive des Abbassides l'année suivante, Nicéphore continue la lutte jusqu'à ce que des troubles dans les provinces orientales du califat ne poussent les Abbassides à conclure la paix.

## Contexte
La déposition de l'impératrice Irène l'Athénienne en octobre 802 suivie de l'accession au pouvoir de Nicéphore Ier ouvre une phase violente dans la longue histoire des guerres arabo-byzantines. À la suite des séries de raids destructeurs conduits annuellement par les Arabes en Asie Mineure, Irène semble avoir signé une trêve avec Hâroun ar-Rachîd en 798 en échange du paiement d'un tribut annuel. Cet accord reprend les termes d'une trêve de trois ans qui suit la première campagne de grande envergure lancée par Al-Rashid en Asie Mineure en 782,. Quant à Nicéphore, il est d'un tempérament plus belliqueux et déterminé à renflouer le trésor impérial grâce à plusieurs mesures dont la cessation du paiement du tribut. Hâroun ar-Rachîd riposte immédiatement et lance un raid dirigé par son fils al-Qasim. Nicéphore ne peut riposter car il fait face à une révolte infructueuse de l'armée asiatique dirigée par son commandant en chef Bardanès Tourkos. Après avoir vaincu Bardanès, Nicéphore rassemble son armée et marche à sa tête en direction de l'armée arabe. Après que ar-Rachîd a pillé la région frontalière, les deux armées s'affrontent durant deux mois sans se confronter lors d'une bataille rangée. Nicéphore et ar-Rachîd s'envoient plusieurs lettres jusqu'à ce que l'empereur ne parvienne à s'accorder sur un retrait des deux armées et sur la signature d'une trêve pour le reste de l'année en échange du paiement d'un unique tribut,.

## Bataille
En août 804, ar-Rachîd lance un nouveau raid dirigée par le général Ibrahim ibn Jibril. Les Arabes traversent l'Asie Mineure en passant par les Portes Ciliciennes et pillent la région impunément. Nicéphore a l'intention d'aller à la rencontre des envahisseurs mais il est contraint d'y renoncer en raison d'un évènement inconnu (Treadgold émet l'hypothèse d'une nouvelle conspiration). Toutefois, alors que Nicéphore et son armée se retirent, les Arabes lancent une attaque surprise à Krases en Phrygie et défont l'armée byzantine. Selon al-Tabari, les Byzantins perdent 40 700 hommes tandis que l'empereur est blessé à trois reprises. Le chronique byzantin Théophane le Confesseur confirme que les pertes sont importantes et que Nicéphore est sauvé grâce à la bravoure de ses officiers,,.

## Conséquences
Du fait de troubles dans le Khorasan, Haroun accepte le tribut proposé par les Byzantins et signe la paix. Un échange de prisonniers est arrangé et a lieu durant l'hiver à la frontière entre les deux empires, sur la rivière Lamos en Cilicie. Près de 3 700 Musulmans sont échangés avec des Byzantins détenus captifs depuis quelques années. Toutefois, Nicéphore profite du départ d'ar-Rachîd pour le Khorasan pour reconstruire les remparts des cités de Safsaf, Thebasa et Ancyre. L'été suivant, il lance le premier raid byzantin depuis deux décennies dans le district frontalier arabe de la Cilicie. L'armée byzantine fait de nombreux prisonniers et parvient à s'emparer de la forteresse majeure de Mélitène tandis qu'une rébellion fomentée par les Byzantins frappent la province arabe de Chypre. Haroun riposte avec une invasion massive en 806 qui contraint Nicéphore à négocier. Néanmoins, l'empereur ne tarde guère à violer les termes de l'engagement et repousse l'expédition abbasside envoyée contre lui en 807. En 808, un nouveau traité de paix est signé et la frontière byzantino-arabe reste inchangée tandis que l'Empire byzantin n'a plus à payer le moindre tribut.

## Sources
- (en) Warren Treadgold, The Byzantine Revival, 780-842, Stanford, Calif., Stanford University Press, 1988, 504 p. (ISBN 978-0-804-71462-4)
- (en) Cyril Mango et Roger Scott, The Chronicle of Theophanes Confessor. Byzantine and Near Eastern History, AD 284–813, Oxford University Press, 1997, 744 p. (ISBN 978-0-198-22568-3)
- (en) Clifford Edmund Bosworth, The History of Al-Tabari, Volume XXX : The 'Abbasid Caliphate in Equilibrium. The Caliphates of Musa Al-Hadi and Harun Al-Rashid, A.D. 785–809/A.H. 169–193, New York, State University of New York Press, 1989, 365 p. (ISBN 0-88706-564-3)
- (en) E.W. Brooks, « The Struggle with the Saracens (717-867) », dans The Cambridge Medieval History, Volume IV: The Eastern Roman Empire (717–1453), Cambridge University Press, 1923